# ديفيد ويزلي فيني
ديفيد ويزلي فيني (بالإنجليزية: David W. Finney)‏ هو سياسي أمريكي، ولد في 22 أغسطس 1839 في الولايات المتحدة، وتوفي في 1 نوفمبر 1916 في نفس البلد. حزبياً، نشط في الحزب الجمهوري. وقد انتخب عضو مجلس نواب كنساس.